# 苏联后贝加尔坦克军将士纪念碑
苏联后贝加尔坦克军将士纪念碑，俗称“坦克碑”，是苏联红军在沈阳站站前广场树立的一座纪念苏联红军阵亡将士的纪念碑，为原沈阳站站前广场的标志性建筑。现存于沈阳苏联红军烈士陵园。

## 历史
1945年8月9日，苏联红军出兵中国东北。1945年8月24日，苏军的一支坦克部队开进了沈阳。在攻击沈阳火车站的战斗中，红军与日本关东军打得非常惨烈。苏军相当数量的坦克进行轮番冲击，而固守在车站里的日军凭借地形优势，频频发射钢炮炮弹，苏军多辆坦克被命中起火，人员伤亡较大。战斗结束后，苏联红军在与中华民国协商之后，9月开始在沈阳站站前广场建立一座顶部悬置坦克的纪念碑，以纪念苏联红军阵亡将士。该纪念碑由苏联国防部设计投资，以成吨的古钱币为原料，于1945年11月7日落成，11月14日移交给沈阳市政府。该纪念碑顶部的坦克炮口指向日本首都东京方向。

## 结构
纪念碑为方柱形花岗岩条石砌成，占地146.8平方米，通高24.27米。纪念碑分碑顶、碑身、基座三部分。碑顶安放一辆铜铸的坦克模型，长3.9米，高3.6米。碑座方形，东西有石阶，高1.37米，周立方形石柱，柱间系以铁链。碑身高18.4米，正面最上嵌镰刀斧头立体五角星，中嵌苏联国徽，下嵌“光荣属于伟大的苏军”俄文碑文，皆铜铸。碑身左右侧下方各嵌一块展现苏联坦克部队战斗事迹的铜铸立体画面。碑身上方嵌有铜质镰刀斧头大勋徽，下嵌铜铸烈士姓名。纪念碑基座共有三级台阶，四个方向各有石柱牵连着铁链，铁链的椭圆形铁环有盘子大小，铁筋有成年人的大拇指粗，纪念碑基座下面有一个宽0.8米、长2.5米、深2米的墓穴，安葬了10位苏军阵亡士兵的骨灰：少校2人（阿乌强斯基、沃尔科夫）、大尉1人（波列奇耶夫）、士兵7人（斯特拉伊、格拉琴科、多洛托夫、斯波里安诺娃（女兵）、谢列斯基、波达科夫、切尔涅茨基）。基座正面刻中文“反对日本帝国主义战争中红军将士阵亡纪念碑，1945年，伟大社会主义革命28周年纪念日揭幕，苏军司令部敬”。

## 搬迁
2006年，由于沈阳地铁1号线修建和文物保护的需要，苏联红军阵亡将士纪念碑搬迁到了沈阳城北的苏联红军烈士陵园，并特建立一座塔柱，安放坦克和浮雕。至此，苏联红军阵亡将士纪念碑在沈阳站站前广场共计矗立61年。2010年8月23日，沈阳站在坦克碑原址上新建了一块纪念碑。碑文以中间的原坦克纪念碑浮雕图案为分割，南面为外文，北面为中文。碑文记录了坦克碑的历史和迁移原因、时间、地点。